# Gennaro Gattuso
Gennaro Ivan Gattuso (Corigliano Calabro, 9 januari 1978) is een Italiaans voormalig profvoetballer en huidig voetbaltrainer.

## Biografie
Gattuso begon bij AC Perugia, waar hij drie seizoenen speelde, waaronder een in de Serie A. In 1997 verhuisde hij naar Rangers, waar hij iets meer dan een seizoen speelde en zeven keer scoorde. Hij keerde terug naar Italië en ging aan de slag bij Salernitana. In 1999 volgde een transfer naar AC Milan. Met deze club veroverde hij meerdere landskampioenschappen en in 2003 en 2007 de UEFA Champions League.
Gattuso was een van de motoren van het Italiaans elftal dat wereldkampioen werd in 2006. Hij speelde in totaal drieënzeventig interlands en scoorde een keer. Onder leiding van bondscoach Dino Zoff maakte hij op 23 februari 2000 zijn debuut in een vriendschappelijke wedstrijd tegen Zweden (1–0) in Palermo, net als Stefano Fiore (Udinese Calcio). Op het WK voetbal 2010 in Zuid-Afrika speelde hij zijn laatste interland.
Gattuso stond gedurende zijn loopbaan als profvoetballer bekend als een spijkerharde voetballer. Op 15 februari 2011 deelde Gattuso in de UEFA Champions League tegen Tottenham Hotspur onder meer een kopstoot uit aan Joe Jordan, de assistent-trainer van Tottenham. Die zou een beledigende opmerking naar Gattuso hebben gemaakt.
Op 27 november 2017 trad hij vanwege tegenvallende resultaten aan als hoofdtrainer van AC Milan en volgde hiermee de ontslagen Vincenzo Montella op. Gattuso was op dat moment trainer van de beloften van de club uit Milaan.
Op 11 december 2019 werd Gattuso aangesteld als hoofdtrainer van Napoli en volgde hiermee de ontslagen Carlo Ancelotti op. Op 17 juni 2020 won Gattuso met zijn ploeg de Coppa Italia na een gewonnen strafschoppenreeks tegen Juventus. Een seizoen later eindigde hij met Napoli net buiten de top vier, waardoor UEFA Champions League-voetbal niet werd bereikt. Hierna werd hij ontslagen door voorzitter Aurelio De Laurentiis. Slechts enkele dagen later werd hij aangekondigd als de nieuwe hoofdtrainer van de kwakkelende club Fiorentina, dat het afgelopen seizoen als dertiende was geëindigd en zelfs nog even in degradatienood verkeerde. Zijn dienstverband bij Fiorentina bleef beperkt tot drie weken, omdat de club enerzijds en Gatusso en zijn zaakwaarnemer anderzijds niet op een lijn zaten wat betreft transfers.

## Clubstatistieken
| Seizoen | Club        | Competitie     | Wed. | Goals |
| ------- | ----------- | -------------- | ---- | ----- |
| 1994/95 | AC Perugia  | Serie B        | 0    | 0     |
| 1995/96 | AC Perugia  | Serie B        | 2    | 0     |
| 1996/97 | AC Perugia  | Serie A        | 8    | 0     |
| 1997/98 | Rangers     | Premier League | 29   | 3     |
| 1998/99 | Rangers     | Premier League | 5    | 0     |
| 1998/99 | Salernitana | Serie A        | 25   | 0     |
| 1999/00 | AC Milan    | Serie A        | 22   | 1     |
| 2000/01 | AC Milan    | Serie A        | 24   | 0     |
| 2001/02 | AC Milan    | Serie A        | 32   | 0     |
| 2002/03 | AC Milan    | Serie A        | 25   | 0     |
| 2003/04 | AC Milan    | Serie A        | 33   | 1     |
| 2004/05 | AC Milan    | Serie A        | 32   | 0     |
| 2005/06 | AC Milan    | Serie A        | 35   | 3     |
| 2006/07 | AC Milan    | Serie A        | 30   | 1     |
| 2007/08 | AC Milan    | Serie A        | 31   | 1     |
| 2008/09 | AC Milan    | Serie A        | 12   | 0     |
| 2009/10 | AC Milan    | Serie A        | 22   | 0     |
| 2010/11 | AC Milan    | Serie A        | 31   | 2     |
| 2011/12 | AC Milan    | Serie A        | 6    | 0     |
| 2012/13 | FC Sion     | Super League   | 27   | 1     |
| Totaal  |             |                | 431  | 13    |

## Interlandstatistieken
| WK-statistieken        | Club     | Positie      | W |   |   | D | A |   |   |   |
| ---------------------- | -------- | ------------ | - | - | - | - | - | - | - | - |
| WK voetbal 2002 Italië | AC Milan | Middenvelder | 2 | 2 | 0 | 0 | 0 | 0 | 0 | 0 |
| WK voetbal 2006 Italië | AC Milan | Middenvelder | 6 | 0 | 0 | 0 | 0 | 2 | 0 | 0 |
| WK voetbal 2010 Italië | AC Milan | Middenvelder | 1 | 0 | 0 | 0 | 0 | 0 | 0 | 0 |

| EK-statistieken        | Club     | Positie      | W |   |   | D | A |   |   |   |
| ---------------------- | -------- | ------------ | - | - | - | - | - | - | - | - |
| EK voetbal 2004 Italië | AC Milan | Middenvelder | 2 | 1 | 1 | 0 | 0 | 2 | 0 | 0 |
| EK voetbal 2008 Italië | AC Milan | Middenvelder | 2 | 0 | 1 | 0 | 0 | 2 | 0 | 0 |

## Erelijst
Als speler
| Competitie                |               |                  |               |               |
| Competitie                | Aantal        | Jaren            |               |               |
| Perugia Jeugd             | Perugia Jeugd | Perugia Jeugd    | Perugia Jeugd | Perugia Jeugd |
| ------------------------- | ------------- | ---------------- | ------------- | ------------- |
| Trofeo Giacinto Facchetti | 1x            | 1995/96          |               |               |
| AC Milan                  |               |                  |               |               |
| Mondiaal                  |               |                  |               |               |
| FIFA Club World Cup       | 1x            | 2007             |               |               |
| Internationaal            |               |                  |               |               |
| UEFA Champions League     | 2x            | 2002/03, 2006/07 |               |               |
| UEFA Super Cup            | 2x            | 2003, 2007       |               |               |
| Nationaal                 |               |                  |               |               |
| Serie A                   | 2x            | 2003/04, 2010/11 |               |               |
| Coppa Italia              | 1x            | 2002/03          |               |               |
| Supercoppa Italiana       | 2x            | 2004, 2011       |               |               |

| Competitie       | Winnaar | Winnaar | Runner-up | Runner-up | Derde  | Derde  |
| Competitie       | Aantal  | Jaren   | Aantal    | Jaren     | Aantal | Jaren  |
| Italië           | Italië  | Italië  | Italië    | Italië    | Italië | Italië |
| ---------------- | ------- | ------- | --------- | --------- | ------ | ------ |
| FIFA WK          | 1x      | 2006    |           |           |        |        |
| Italië onder 21  |         |         |           |           |        |        |
| UEFA EK onder 21 | 1x      | 2000    |           |           |        |        |

Als trainer
| Coppa Italia | 1x | 2019/20 |

## Privé
Gattuso is getrouwd en heeft twee kinderen, een dochter en een zoon. Hij opende in 2012 zijn eigen restaurant Osteria del Mare in Monte Carlo.